# Mistrzostwa Rumunii w rugby union (1943/1944)
Mistrzostwa Rumunii w rugby union 1943/1944 – dwudzieste ósme mistrzostwa Rumunii w rugby union.
Tytuł obroniła drużyna CS Viforul Dacia București.